# Сейфуллино (Акмолинская область)
Сейфуллино (каз. Сейфуллин) — село в Зерендинском районе Акмолинской области Казахстана. Входит в состав сельского округа им.Сакена Сейфуллина. Код КАТО — 115673500.

## География
Село расположено на севере района в 70 км на север от центра района села Зеренда, в 13 км на запад от центра сельского округа посёлка Бирлестик.

### Улицы[2]
- ул. Ардагер,
- ул. Бейбитшилик,
- ул. Бирлик,
- ул. Достык,
- ул. Жайлау,
- ул. Жана,
- ул. Мамыр,
- ул. Наурыз,
- ул. Орталык.

### Ближайшие населённые пункты
- село Кызылагаш в 10 км на северо-западе,
- село Кызылсая в 11 км на западе,
- село Горькое в 13 км на северо-востоке,
- село Караозек в 13 км на севере,
- посёлок Бирлестик в 14 км на востоке.

## Население
В 1989 году население села составляло 1199 человек (из них казахов 100%).
В 1999 году население села составляло 801 человек (400 мужчин и 401 женщина). По данным переписи 2009 года, в селе проживал 531 человек (266 мужчин и 265 женщин).
| Численность населения | Численность населения | Численность населения |
| 1989                  | 1999                  | 2009                  |
| --------------------- | --------------------- | --------------------- |
| 1199                  | ↘801                  | ↘531                  |